# Phyllocnistis cornella
Phyllocnistis cornella là một loài bướm đêm thuộc họ Gracillariidae, known from the Kuril Islands, Kunashir, Nga. Ấu trùng ăn Cornus controversa.